# Decade of Decadence
Decade of Decadence é o primeiro álbum dos melhores êxitos da banda Mötley Crüe. Foi lançado em 1 de Outubro de 1991, pela gravadora Elektra Records e possui 15 faixas. Alcançou a segunda colocação da Billboard 200.

## Faixas
| N.º | Título                                                  | Letras                                              | Duração |  |
| 1.  | "Live Wire" (Kick Ass '91 Remix)                        | Nikki Sixx                                          | 3:16    |  |
| 2.  | "Piece of Your Action" (Screamin' '91 Remix)            | Vince Neil, Sixx                                    | 4:39    |  |
| 3.  | "Shout at the Devil"                                    | Sixx                                                | 3:14    |  |
| 4.  | "Looks That Kill"                                       | Sixx                                                | 4:08    |  |
| 5.  | "Home Sweet Home '91" (Remix)                           | Neil, Sixx, Tommy Lee                               | 4:01    |  |
| 6.  | "Smokin' in the Boys Room"                              | Cub Koda, Michael Lutz                              | 3:27    |  |
| 7.  | "Girls, Girls, Girls"                                   | Mick Mars, Sixx, Lee                                | 4:29    |  |
| 8.  | "Wild Side"                                             | Neil, Sixx, Lee                                     | 4:40    |  |
| 9.  | "Dr. Feelgood"                                          | Mars, Sixx                                          | 4:48    |  |
| 10. | "Kickstart My Heart" (Live at Dallas, Texas, July 1990) | Sixx                                                | 4:57    |  |
| 11. | "Teaser"                                                | Tommy Bolin, Jeff Cook                              | 5:16    |  |
| 12. | "Rock 'N' Roll Junkie"                                  | Mars, Sixx, Lee                                     | 4:01    |  |
| 13. | "Primal Scream" (inédita)                               | Sixx, Neil, Mars, Lee                               | 4:46    |  |
| 14. | "Angela" (inédita)                                      | Neil, Mars, Sixx, Lee                               | 3:54    |  |
| 15. | "Anarchy in the U.K." (cover dos Sex Pistols)           | Johnny Rotten, Steve Jones, Glen Matlock, Paul Cook | 3:20    |  |